# Міопатія
Міопа́тія (грец. μύς — м'яз,  πάθος — хвороба, страждання) — хронічні прогресуючі спадкові захворювання м'язів, пов'язані з порушенням обміну речовин у м'язовій тканині. Характерні м'язова слабкість та атрофія м'язів.

## Класифікація
Спадкові міопатії поділяють на м'язові дистрофії, які характеризуються первинним ураженням м'язів, та аміотрофії (спинальні та невральні), викликані денервацією м'язів внаслідок ураження центральної (мотонейронів спинного мозку) або периферичної нервової системи.
Існує багато форм міопатій, що вирізняються за віком, важкістю протікання та ураженням певних груп м'язів.
На сьогодні радикального лікування таких захворювань не існує, однак розробляються методи генної та клітинної терапії.
Вроджені структурні міопатії — це гетерогенна група генетично детермінованих захворювань з різними типами успадкування та різноманіттям варіантів перебігу. Спільними проявами вроджених структурних міопатій, як правило, є ранній дебют (з народження або з перших місяців життя), генералізована м'язова гіпотонія, зниження або відсутність сухожильних рефлексів, атрофії м'язів і структурні аномалії скелета. Однак іноді при вроджених структурних міопатіях дебют захворювання може відбутися не тільки з народження, але і в ранньому дитячому віці, і в юнацькому віці, і у дорослої людини.

## Діагностика
Як правило, дана група захворювань погано діагностується, і більшість дітей спостерігається з діагнозом атонічно-астатичної форми дитячого церебрального паралічу або диспластичними кіфо-сколіозами невідомої етіології.